# Харючи, Сергей Николаевич
Сергей Николаевич Харючи (род. 26 ноября 1950, посёлок Тазовский, Тазовский район, Ямало-Ненецкий автономный округ, СССР) — российский политический и общественный деятель. С 1 ноября 2000 года Председатель Государственной Думы Ямало-Ненецкого автономного округа, а после внесения изменений в Устав (Основной закон) Ямало-Ненецкого автономного округа в феврале 2009 — Председатель Законодательного Собрания Ямало-Ненецкого автономного округа, занимал этот пост до 30 сентября 2015 года. До марта 2013 года — Президент Ассоциации коренных малочисленных народов Севера, Сибири и Дальнего Востока Российской Федерации (РАЙПОН), после — председатель Совета старейшин коренных малочисленных народов Севера, Сибири и Дальнего Востока Российской Федерации. Председатель Ямало-Ненецкого регионального отделения общероссийской общественной организации «Ассоциация юристов России». Заслуженный юрист Ямало-Ненецкого автономного округа. Доктор юридических наук.

## Биография
Сергей Николаевич Харючи родился 26 ноября 1950 года в посёлке Тазовский Тазовского района Ямало-Ненецкого автономного округа в семье, представляющей род Харючи (журавлиный род, стерх — родовая птица) ненцев, проживающий в основном в низовьях реки Таз.
Мать — Анна Егоровна Шушакова. Отец — Николай Максимович Харючи.
Закончил Тазовскую среднюю школу и Тазовскую школу интернат. После службы в армии (в рядах Военно-Морского Флота СССР, Северный флот, Балтика), работал плотником, рулевым-мотористом, корреспондентом. Закончил заочное отделение Свердловской партийной школы.
После распада СССР, в 1997 году закончил  Российскую Академию государственной службы при Президенте Российской Федерации.
Многие годы ведёт широкую общественную деятельность. С 1989 по 1992 год являлся Президентом общественно-политической организации «Ямал — потомкам!». С 1990 по 1993 год избирался депутатом окружного Совета народных депутатов. С 1991 по 1994 год — работал в должности заместителя главы администрации Ямало — Ненецкого автономного округа по национальной политике, затем в должности заместителя председателя правительства Ямало — Ненецкого автономного округа. В эти же годы находился на должностях председателя Комитета по делам народов Севера администрации ЯНАО, председателя Комиссии по делам национальностей.
С 1997 года по 2013 год возглавлял Ассоциацию коренных малочисленных народов Севера, Сибири и Дальнего Востока Российской Федерации (РАЙПОН). Представлял Ассоциацию в международной организации Арктический Совет и Постоянном комитете парламентариев Арктических стран.
С 1997 года назначен заместителем председателя Национального организационного комитета по подготовке и проведению в Российской Федерации Первого и с 2007 года Второго Международных десятилетий коренных народов мира. С сентября 2010 года избран Председателем Совета Ямало-Ненецкого регионального отделения общероссийской общественной организации «Ассоциация юристов России».
С 1996 года избирается депутатом Государственной Думы (после переименования — Законодательное Собрание) Ямало-Ненецкого автономного округа второго, третьего, четвёртого и пятого созывов. С ноября 2000 года до сентября 2015 года— Председатель Законодательного Собрания Ямало-Ненецкого автономного округа.
Возглавляет Координационный Совет представительных органов государственной власти и местного самоуправления Ямало-Ненецкого автономного округа. Является членом Совета Законодателей Тюменской области, Ханты-Мансийского автономного округа — Югры и Ямало-Ненецкого автономного округа, членом Совета законодателей России при Совете Федерации Федерального Собрания Российской Федерации.
С мая 2010 года — заместитель Руководителя фракции «Единая Россия» в Законодательном Собрании Ямало-Ненецкого автономного округа.

## Семья
Женат (супруга — Галина Павловна Харючи — кандидат исторических наук). Воспитал двух сыновей и дочь. Участвует в воспитании шести внучек и внука. Увлекается охотой и спортом. Имеет первый разряд по северному национальному многоборью, боксу и лыжам.

## Награды и звания
Награждён государственными наградами:
- Орден Дружбы (2001)[8]
- Орден Почета (2006)[9]
- Медаль «За сохранение Арктики» (29 сентября 2015) — за значительный вклад в реализацию государственной политики в Арктической зоне Ямало-Ненецкого автономного округа и в связи с 85-летием со дня образования Ямало-Ненецкого автономного округа
- Заслуженный юрист Российской Федерации (2016)[10]
- Почетными грамотами Совета Федерации и Государственной Думы Федерального Собрания Российской Федерации, Правительства Российской Федерации
- Обладатель многочисленных общественных и ведомственных наград
- Почётный гражданин Ямало-Ненецкого автономного округа (2009)[11]
- Нагрудный знак «За вклад в развитие парламентаризма в Республике Саха (Якутия)» (27 сентября 2021) — за вклад в развитие законодательства, парламентаризма и межпарламентских связей